# 註冊哥薩克

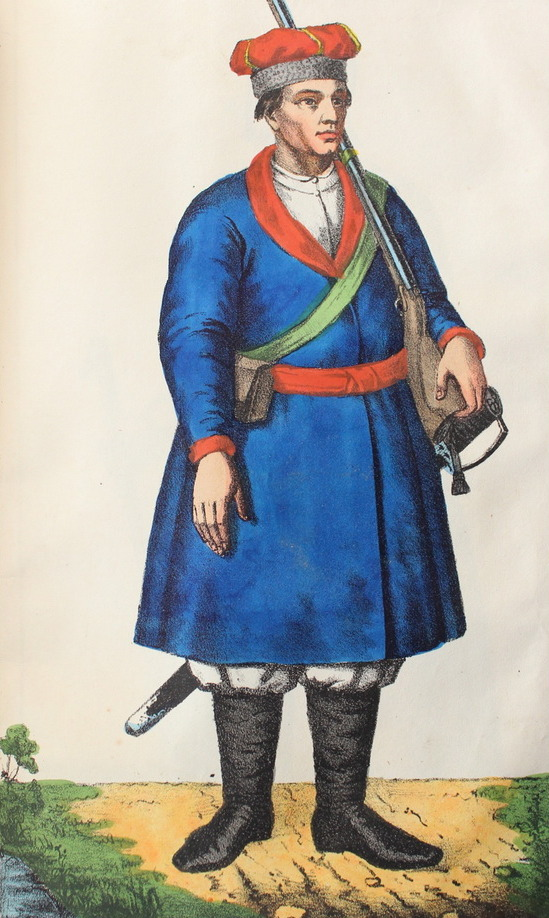
註冊哥薩克的軍服

- 關於俄羅斯帝國具不同特徵的哥薩克身份，請見「哥薩克軍團」。
- 關於哥薩克蓋特曼赫梅利尼茨基在波蘭立陶宛所建立的獨立建制，請見「哥薩克酋長國」。

納編哥薩克（烏克蘭語：реєстрові козаки）是波蘭立陶宛麾下的哥薩克軍團。

## 歷史
1572年6月2日，齊格蒙特二世下詔，由軍事領袖領導，將300名最富有的哥薩克人收編進軍隊。
1578年，斯特凡·巴托里將哥薩克軍團員額增至600名，並指派貴族維什涅維茨基擔任軍長。

### 歷任軍長
- 1572年：楊·八斗斯基（烏克蘭語：Ян_Бадовський）
- 1575年：波赫丹·魯任斯基（烏克蘭語：Богдан Ружинський）
- 1578年：米哈伊洛·維什涅維茨基
- 1600年：哈弗里洛·克魯特內韋奇（烏克蘭語：Гаврило Крутневич）
- 1603年：Ivan Kuchkovych
- 1618年：彼得羅·科納舍維奇-薩海達奇內
- 1622年：奧利弗·侯路伯（烏克蘭語：Оліфер Голуб）
- 1623年：米哈伊洛·多羅申科[3]

## 參與戰爭
- 立窩尼亞戰爭
- 摩爾多瓦繼承戰爭（英语：Moldavian Magnate Wars）
- 波土戰爭 (1620年–1621年)（英语：Polish–Ottoman_War_(1620–1621)）
- 波蘭－莫斯科戰爭 (1609年－1618年)